# Machete (film)
Machete is een Amerikaanse actiefilm uit 2010 onder regie van Robert Rodriguez. Het verhaal hiervan is een uitwerking van een neptrailer die Rodriquez in 2007 maakte voor het filmproject Grindhouse, een samenwerking met Quentin Tarantino. Zowel de originele trailer als de film die er op gebaseerd is, vormen een hommage aan oude exploitatiefilms. De titel van de film verwijst naar het lievelingswapen van de protagonist: een kapmes (Engels: machete).
Machete ging op 3 september 2010 in première in de Verenigde Staten. In Nederland kwam de film op 9 september uit. Rotten Tomatoes gaf Machete een score van 73 procent gebaseerd op 172 beoordelingen, Metacritic een score van 60 gebaseerd op 29 beoordelingen. Voor haar rol in Machete én die in zowel The Killer Inside Me, Meet the Parents: Little Fockers als Valentine's Day 'won' Jessica Alba de Razzie Award voor slechtste bijrolspeelster van het jaar.

## Verhaal
De Mexicaan Machete Cortez is een gewezen federale agent. Wanneer zijn vrouw wordt ontvoerd door drugsbaron Rogelio Torrez (Steven Seagal), probeert hij haar eigenhandig te bevrijden. Dit resulteert erin dat Torrez haar voor zijn ogen vermoordt. Machete ontkomt ternauwernood.
Machete wijkt berooid uit naar Texas en verdwijnt volledig van de radar. Hij gaat op zoek naar werk als illegale dagarbeider, tot zakenman Michael Booth (Jeff Fahey) hem een opdracht aanbiedt. Machete moet de corrupte, extreem tegen immigranten agerende senator McLaughlin (Robert De Niro) doodschieten. Hier staat $150.000,- tegenover, maar weigeren is sowieso geen optie, want dan tekent hij zijn eigen doodvonnis. De opdracht blijkt alleen een valstrik, opgezet om een Mexicaan te kunnen beschuldigen van een moordaanslag op McLaughlin en daarmee diens populariteit te verhogen onder de stemmers: de politicus en Booth werken stiekem samen. Tijdens de in scène gezette aanslag loopt McLaughlin niet meer dan een schotwond in zijn been op, waarna zijn mensen Machete proberen te vermoorden om hem verder het zwijgen op te leggen. Booth dacht alleen met een willekeurige Mexicaan te maken te hebben en had geen idee dat hij de beruchte Machete inhuurde. Die komt met een niet-fatale schotwond weg van de plaats delict en slaat op de vlucht.
Machete wil wraak en roept daarvoor de steun in van zijn broer, priester Benito del Toro (Cheech Marin). Daarnaast schiet ook immigratie-officier Sartana Rivera (Jessica Alba) hem ongevraagd te hulp. Ondertussen houden Torrez en Booth juist een klopjacht op Machete, om hem alsnog uit de weg te ruimen.

## Ontstaan van het idee
Robert Rodriguez had in 1995 ook al een wraakfilm geregisseerd, Desperado. Ook hierin speelde Danny Trejo een korte rol en ook in deze film moordde hij met werpmessen (ipv machetes) die hij o.a. door het dakraam van een limousine naar binnen wierp. Tevens bevatte Desperado een scène waarin twee mannen met elkaar overleggen in een biechtstoel terwijl de zon een kruisteken op hun gezichten projecteert. In deze tijd speelde Rodriguez al met het idee om een film te maken met Trejo in de hoofdrol die op geheel eigen wijze wraak neemt. In de filmreeks Spy Kids (2001) van Rodriguez speelde Trejo een personage met de naam Machete.
Toen Rodriguez samen met Quentin Tarantino het tweeluik Grindhouse maakte werden er ook trailers van niet bestaande films toegevoegd, in de stijl van de grindhousefilms uit de jaren zeventig maar dan wel overdreven. Een daarvan was de trailer genaamd Machete waarin Trejo de hoofdrol speelde. Nadien besloot hij de trailer uit te werken tot een volwaardige bioscoopfilm.

## Rolverdeling
| Acteur                           | Personage                       |
| -------------------------------- | ------------------------------- |
| Danny Trejo                      | Machete Cortez                  |
| Jeff Fahey                       | Michael Booth                   |
| Cheech Marin                     | Benito del Toro (Padre)         |
| Robert De Niro                   | Senator McLaughlin              |
| Jessica Alba                     | Sartana Rivera                  |
| Lindsay Lohan                    | April Booth                     |
| Alicia Rachel Marek              | June                            |
| Michelle Rodriguez               | Luz/Shè                         |
| Don Johnson                      | Von Stillman                    |
| Steven Seagal                    | Rogelio Torrez                  |
| Shea Whigham                     | Booths sluipschutter            |
| Tom Savini                       | Osiris Amanpour                 |
| Billy Blair                      | Billy, Von Stillmans handlanger |
| Electra Avellan en Elise Avellan | Zuster Mona en Lisa             |
| Marci Madison                    | Zuster Fine                     |
| Ara Celi                         | Verslaggeefster                 |
| Tina Rodriguez                   | Tristana                        |
| Cheryl Chin                      | Torrez's handlangster           |
| Mayra Leal                       | Chica (naakt meisje)            |